# Adelheid von Baden
Adelheid von Baden OCist (* 13. Jahrhundert; † 16. August 1295) war eine deutsche Zisterzienserin und von 1263 bis 1295 Äbtissin des Zisterzienser-Klosters Lichtenthal.

## Leben
Adelheid von Baden war eine Tochter des Markgrafen Rudolf I. (Baden) und dessen Gemahlin Kunigunde von Eberstein, sowie Enkelin der Stifterin des Klosters Lichtenthal Irmengard von Baden. Nach dem Tod von Äbtissin Meza von Lichtenberg wurde Adelheid von Baden im Jahr 1263 zur 6. Äbtissin des Klosters Lichtenthal gewählt. Da Schenkungen aus dem Adelskreis und nahen Bürgertum durchaus üblich waren, führte dies bald zu einer reichen Ausstattung des Klosters. 1270 erhielt sie von Agnes Bosman, deren Töchter Nonnen in Lichtenthal waren, die Hälfte ihrer Güter in Minderslachen. 1276 vermachte Uta, nachdem ihr Ehemann Ritter Reinbolt von Windeck verstorben war, ihren als Seelgerät gedachten Hof in Vimbuch. In gleicher Weise vermachten 1278 Ritter Reinhard von Chime und seine Gattin Udelhilda ihre Güter in Badenscheuern. 1281 inkorporierte der Speyerer Bischof Friedrich von Bolanden die Baden-Badener Pfarrkirche. Markgraf Rudolf I. trat 1288 den Zehnten und den Kelnhof zu Steinbach an das Kloster Lichtenthal ab. Auf Bitten seiner Tochter schenkte er dem Kloster ferner den Wohnplatz Geroldsau einschließlich aller darauf befindlichen Rechte. Noch kurz vor seinem Tod am 19. November 1288 stiftete Markgraf Rudolf I. dem Kloster für sich und seine Nachkommen die Fürstenkapelle als letzte Ruhestätte. Äbtissin Adelheid von Baden starb nach 32-jähriger Regierungszeit am 16. August 1295. Ihre Nachfolgerin im Amt als Äbtissin des Klosters Lichtenthal wurde Adelheid von Lichtenberg.